# Konrad Peternelj
Konrad Peternelj-Slovenec, slovenski slikar, * 15. februar 1936, Žiri, † 30. december 2000, Žiri.     

## Življenje in delo
Konrad Peternelj se je izučil za čevljarja, zaposlil se je v tovarni  Alpina kot oblikovalec modne obutve. Z risanjem se je začel ukvarjati  že v ranem otroštvu, leta 1953 pa je začel slikati z oljem. Od prve »javne razstave« − kavboja na steni njegovega doma – je prek risarskih bravur in klasičnega slikanja v olju na platnu prešel na slikanje na steklo in pleksisteklo. Ta odločitev je seveda zahtevala povsem drugačen način slikanja, saj je treba posamezne plasti barv nanašati v obrnjenem vrstnem redu.
Bil je likovni samouk ( brez formalne likovne izobrazbe) – sam je študiral tuje stare mojstre in znamenite hlebinske slikarje, po katerih se je zgledoval. Skupaj s somišljeniki je ustanovil »žirovsko šolo« naive. Umetniki naive, ali imenovani tudi samorastniki, so v prvi vrsti umetniki čutov, to so ljudje, ki se odzivajo na tisto, kar človek zazna.
Že od začetka je upodabljal figuraliko na temo kmečkega življenja in žirovsko krajino. Upodabljal je predvsem odmirajoči vaški svet. Krajina mu je bila zgolj okvir, ki jo je po potrebi spreminjal in dopolnjeval, oziroma scena za pripoved o ljudeh ter njihovih malih in velikih težavah. Motivika je sorazmerno skromna,  a je zato bogatejša slikarska obdelava vsega ponujenega. Podobe je načrtoval premišljeno,  najprej je naredil številne skice, in šele, ko je preštudiral in domislil najmanjše detajle, je začel ustvarjati sliko. Pravi mojster je bil pri uporabi barve, s tonskimi prehodi od zelo svetlih do zelo temnih, je dosegel dramatičnost oziroma pravljičnost.
Tako je slikarski svet kljub ikonografiji, ki mu je skupna z drugimi samorastniki njegovega okolja in kljub  dramatičnosti, ki jo še podpirajo poimenovanja njegovih slik, zanimivo svoj, tonsko zniansiran in kar presunljivo eleganten.
Umrl je leta 2000, pokopan je v Žireh.
Samostojne razstave
- 1965 Žiri
- 1968 Galerija Jaki, Nazarje
- 1969 Kranj
- 1971 Trebnje
- 1972 Dunaj
- 1977 Galerija Velenje
- 1977 Gorizia Italija, Repentabor pri Trstu, Žiri
- 1980 Iskra Kranj
- 1982 Beograd
- 1983 Galerija Trebnje
- 1983 Dom španski borcev Ljubljana
- 1986 Galerija Repanšek, Radomlje
- 1986 Frankfurt
- 1987 New Yersey
- 1987 New York
- 1987 Žiri
- 1988 Kultruni center Manhattan, New York
- 1989 Cleveland
- 1989 Mestna hiša, Bruselj
- 1990 La Freinel
- 1991 Galerija Smelt Ljubljana, Galerija Slovenijales, Rogaška Slatina
- 1992 Galerija Vodnikova domačija, Ljubljana
- 1996 Galerija Svoboda, Žiri
- 1996 Hotel Schloss Seefels, Portchach Avstrija
- 1996 Hotel vila Bled
- 1998 Fakultetea za organizacijske vede, Kranj
- 1998 Kolinska Ljubljana
- 1998 Diplomatski vlak Ljubljana-Atomske Toplice
- 1999 Avditorij Portorož
- 1999 Galerija Kokra, Brdo pri Kranju
- 2011 Galerija Trebnje
- 2012 Groharjeva galerija, Škofja Loka

Skupinske razstave
- 1960  Logatec – Kranj – Žiri
- 1961  Logatec
- 1962  Vrhnika
- 1963  Ljubljana
- 1964  Trbovlje
- 1966  Maribor
- 1967  Frankfurt
- 1968  Trebnje – Mirna – Bled – Kranj
- 1969  Zürich – Trebnje – Bled
- 1970  Škofja Loka – Svetozarevo
- 1970  Zürich -  Miami Beach  – Trebnje
- 1972  Byten – Katowice – Glivice – Bielskoj Biali – Chorzow – Czestochovi – Banja Luka
- 1973  Zlatar – Trebnje Pescara – Kiln – Bologna – Svetozarevo
- 1974  Morges – Milano – Trebnje – Trogir – Portorož – Bruxelles
- 1975  Ljubljana – Graz – Nev York – Klin – Trebnje – Obrenovac – Novo mesto – Milano
- 1976  Ornoskoldsvik (Švedska) – Stockholm
- 1977   Trebnje – Pariz
- 1978  Kumrovac – Kopenhagen – Ljubljana
- 1979 Trebnje – Schushsee – Beograd – London
- 1980  Salsomaggiore – Amsterdam – Morges – Ljubljana
- 1982  Svetozarevo – Žiri
- 1984  Trebnje
- 1989  Omaha – Guastalla
- 1990  Begunje
- 1991  Klagenfurt – Padova
- 1992  Ljubljana (Cankarjev dom)
- 1994  Bratislava (Narodna galerija – svetovna razstava naive INSITA 94)
- 1994 Kubstmark  Nürnberg (Art 94)
- 1996 Musée d’Art Naïf  de Île-de-France (Francija)
- 1997 Pariški muzej Max Fourny (Francija)
- 1997 Niort (Francija)

## Nagrade
Za svoje slikarsko delo je prejel več nagrad:
- 1964, 1. nagrada strokovne žirije Trbovlje
- 1974, Ljubljana-Grand prix Winston - 1. nagrada (razstava jugoslovanske naivne umetnosti)
- 1977, Velika zlata plaketa - Trebnje
- 1979, Partizanski kurirji - plaketa
- 1980, Italija - diploma
- 1982, Italija - diploma
- 1984, Grand prix Trebnje - velika častna nagrada
- 1989, Zlata medalja Petra Pavla Rubensa - Bruselj
- 1989, Medalja EU za umetnost - Bruselj
- 1994, Častno priznanje - svetovna razstava naive INSITA 94 Bratislava